# Puerto Rico International 2009
Die Puerto Rico International 2009 im Badminton fanden vom 5. bis zum 8. November 2009 statt.

## Sieger und Platzierte
| Disziplin    | Gold                             | Silber                           | Bronze                                  |
| ------------ | -------------------------------- | -------------------------------- | --------------------------------------- |
| Herreneinzel | Kevin Cordón                     | Pedro Martins                    | Kaveh Mehrabi                           |
| Herreneinzel | Kevin Cordón                     | Pedro Martins                    | Sattawat Pongnairat                     |
| Dameneinzel  | Anna Rice                        | Maja Tvrdy                       | Cristina Aicardi                        |
| Dameneinzel  | Anna Rice                        | Maja Tvrdy                       | Claudia Rivero                          |
| Herrendoppel | Kevin Cordón Rodolfo Ramírez     | Phillip Chew Halim Haryanto      | William Cabrera Nelson Javier           |
| Herrendoppel | Kevin Cordón Rodolfo Ramírez     | Phillip Chew Halim Haryanto      | Mario Cuba Bruno Monteverde             |
| Damendoppel  | Cristina Aicardi Claudia Rivero  | Katherine Winder Claudia Zornoza | Orosameli Cabrera Yomaira Sanchez Feliz |
| Damendoppel  | Cristina Aicardi Claudia Rivero  | Katherine Winder Claudia Zornoza | Monika Fašungová Zuzana Orlovská        |
| Mixed        | Bruno Monteverde Claudia Zornoza | Mario Cuba Katherine Winder      | Michal Matejka Monika Fašungová         |
| Mixed        | Bruno Monteverde Claudia Zornoza | Mario Cuba Katherine Winder      | William Cabrera Yomaira Sanchez Feliz   |